# علي أكبر أحمديان
علي أكبر أحمديان ( علي أكبر أحمديان) هو ضابط عسكري إيراني، يشغل منصب أمين المجلس الأعلى للأمن القومي في إيران منذ 22 مايو 2023. وهو أيضًا عضو حالي في مجمع تشخيص مصلحة النظام منذ عام 2022.

## السيرة الذاتية
وُلد أحمديان في عام 1961.
شارك في الحرب الإيرانية العراقية، ثم عمل نائبًا للقائد علي شمخاني في القوة البحرية التابعة لحرس الثورة الإسلامية.
في 22 مايو 2023، عيّنه آية الله الدكتور سيد إبراهيم رئيسي أمينًا للمجلس الأعلى للأمن القومي.[بحاجة لمصدر]
في 25 يوليو 2023، التقى أحمديان بـوانغ يي.
في 8 أغسطس 2023، فرضت كندا عقوبات على أحمديان.
في 5 أغسطس 2024، التقى أحمديان في طهران بنظيره الروسي سيرغي شويغو.